# Heather Stanning
Heather María Stanning OBE (Yeovil, 26 de enero de 1985) es una remera profesional británica, miembro del equipo de remo de Gran Bretaña, y oficial de la Real Artillería. A partir de agosto de 2014 es la poseedora del récord mundial actual y la actual campeona olímpica, mundial y de la Copa del Mundo en doble sin timonel femenino.
Stanning nació en Yeovil, Somerset, Inglaterra, sus padres Timoteo y María eran los oficiales de la Marina Real. Se educó en Gordonstoun, Escocia, donde fue nombrada chica principal en su último año. Su anuario escolar predijo que ella sería la primera en ganar una medalla de oro olímpica.
Mientras que en la sexta forma ganó una beca del ejército británico y se fue a estudiar tecnología deportiva en la Universidad de Bath, Inglaterra, empezó a remar en 2006 bajo el Programa de inicio Equipo GB. Se graduó de la Universidad en 2007, antes de pasar a Sandhurst junto a su hermano, Martin, que está ahora en el Reloj Negro. Otro hermano, Alistair, es un médico de la Armada.